# Ed Bradley
Ed Bradley (22 de junio de 1941 - 9 de noviembre de 2006) fue un periodista estadounidense.
Bradley comenzó su carrera periodística como reportero radiofónico en Filadelfia, donde su primer reportaje importante fue la cobertura de los disturbios raciales de Filadelfia de 1964. Se trasladó a Nueva York en 1967 y trabajó para WCBS como reportero de noticias radiofónicas. Cuatro años más tarde, Bradley se trasladó a París Francia, donde cubrió los Acuerdos de paz de París como freelancer para CBS News. En 1972, se trasladó a Vietnam y cubrió la guerra de Vietnam y la guerra civil de Camboya, reportajes por los que ganó los premios Alfred I. duPont y Premio George Polk.
Bradley se trasladó a Washington D. C. tras las guerras y cubrió la Primera campaña presidencial de Jimmy Carter. Se convirtió en el primer afroamericano corresponsal de la Casa Blanca para CBS News, cargo que ocupó desde 1976 hasta 1978. Durante este tiempo, Bradley también presentó la emisión del domingo por la noche de CBS Evening News, cargo que ocupó hasta 1981.
En 1981, Bradley se incorporó a 60 Minutos. Mientras trabajaba para CBS News y 60 Minutos, realizó unos 500 reportajes y ganó numerosos premios Peabody y Emmy por su trabajo en una amplia variedad de temas, como los rescate de refugiados vietnamitas, la segregación en Estados Unidos, el epidemia de sida en África y casos de abusos sexuales en la Iglesia Católica. Bradley murió en 2006 de leucemia.

## Primeros años
Bradley nació en Filadelfia, Pensilvania. Sus padres se divorciaron cuando él tenía dos años, después de lo cual fue criado por su madre, Gladys, quien tenía dos trabajos para llegar a fin de mes. Bradley fue referido por el nombre de infancia de "Butch Bradley". Pudo ver a su padre, que tenía un negocio de máquinas expendedoras y un restaurante, en Detroit durante el verano. Cuando tenía nueve años, su madre lo inscribió en la Holy Providence School, un internado católico para negros dirigido por las Hermanas del Santísimo Sacramento en Cornwells Heights, Pensilvania. Más tarde asistió a la Academia Mount Saint Charles , en Woonsocket, Rhode Island. Se graduó en 1959 de Saint Thomas More Catholic Boys High School en West Philadelphia y luego en otra escuela históricamente negra, Cheyney State College (en la actualidad la Cheyney University of Pennsylvania) en Cheyney, Pensilvania, y se graduó en 1964 con un título en educación.
El primer trabajo de Bradley fue enseñar sexto grado en la escuela primaria William B. Mann en el vecindario Wynnefield de Filadelfia . Mientras enseñaba, comenzó pluriempleo en los estudios de radio para WDAS-AM - FM, estaciones destinadas a oyentes afroamericanos, en Edgley Drive en Filadelfia Fairmount Park. Empezó trabajando gratis y, más tarde, por el salario mínimo. Programaba música, leía noticias y cubría partidos de baloncesto y otros deportes.

## Biografía
Nació en Filadelfia el 22 de junio de 1941.
Entre su trabajos más recientes y más reconocidos son los dedicados a los abusos sexuales en la Iglesia católica.
Considerado uno de los más brillantes periodistas afroamericanos de la televisión estadounidense, se incorporó a CBS en calidad de colaborador de la delegación de París en 1971.
En 1987 interpretó un pequeño papel en la película Russkies dirigida por Rick Rosenthal. 
Murió el 9 de noviembre de 2006 a los 65 años en un hospital neoyorquino víctima de leucemia.
Existen las llamadas Becas de periodismo Ed Bradley con el fin de que estudiantes de las minorías en Estados Unidos tengan la oportunidad de entrar al campo de las comunicaciones y el periodismo.

## Carrera
Los comienzos de Bradley en los informes de noticias se produjo en WDAS-AM-FM durante los disturbios en Filadelfia en la década de 1960. En 1967 consiguió un trabajo de tiempo completo en la estación de radio de noticias WCBS 880, propiedad de CBS, en la ciudad de Nueva York. En 1971 se trasladó a París, Francia. Inicialmente viviendo de sus ahorros, que finalmente se quedó sin dinero y comenzó a trabajar como un larguero de CBS News , que cubre las conversaciones de paz de París . En 1972 se ofreció como voluntario para ser trasladado a Saigón para cubrir la guerra de Vietnam, además de pasar un tiempo en Phnom Penh cubriendo la guerra en Camboya. Fue allí donde fue herido por una bala de mortero, recibiendo heridas de metralla en la espalda y el brazo.

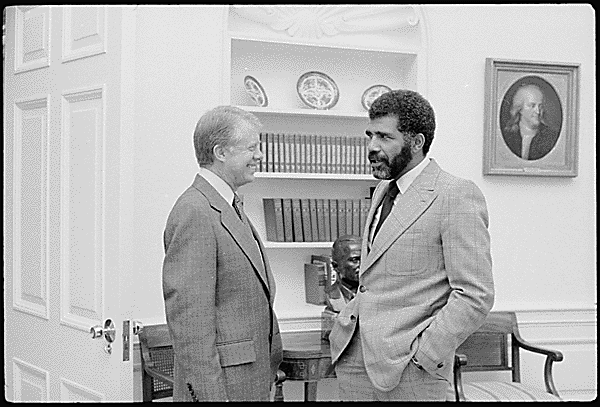
Jimmy Carter y Bradley, 1978

En 1974, se mudó a Washington D. C. y fue ascendido a cubrir la campaña presidencial de Jimmy Carter en 1976 . Se convirtió en corresponsal de CBS News en la Casa Blanca, el primer reportero negro en asumir ese papel. En 1978, fue invitado a mudarse a CBS Reports , donde se desempeñó como corresponsal principal hasta 1981. También fue el presentador del CBS Sunday Night News desde 1976 hasta 1981. Ese año, Walter Cronkite partió como presentador del CBS Evening News y fue reemplazado por el corresponsal de 60 Minutes Dan Rather , dejando una apertura en el popular programa de la noche del domingo que fue llenado por Bradley.

## Programa de televisión60 minutes

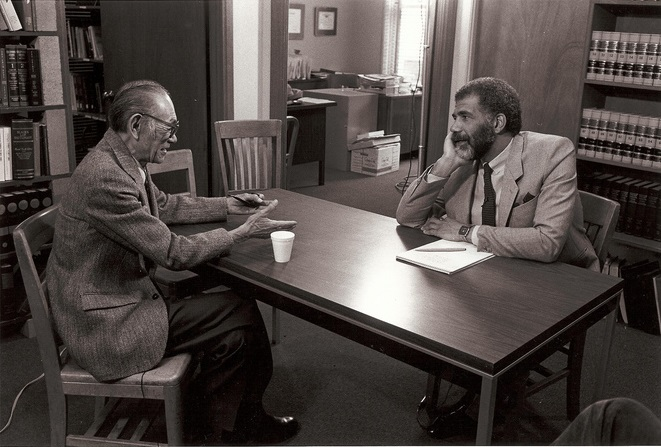
Fred Korematsu durante la entrevista con 60 Minutes

En el transcurso de los 26 años de Bradley en 60 Minutes, hizo más de 500 historias, cubriendo casi todos los tipos posibles de noticias, desde segmentos "pesados" sobre guerra, política, pobreza y corrupción, hasta artículos biográficos más ligeros e historias sobre deportes. música y gastronomía. Entre otros, entrevistó a Howard Stern, Laurence Olivier, Subcomandante Marcos, Timothy McVeigh, Neil Armstrong, Michael Jackson, Mick Jagger, Bill Bradley, Michael Jordan y George Burns, de 92 años, además de realizar la primera entrevista televisiva de Bob Dylan en 20 años.
Algunos de sus momentos más extravagantes incluyeron jugar al blackjack con el ciego Ray Charles, entrevistar a un general soviético en una sauna rusa y hacer que Muhammad Ali le hiciera una broma. El segmento favorito de Bradley en 60 Minutes fue cuando, como corresponsal de 40 años, entrevistó a la cantante Lena Horne, de 64 años. Él dijo: "Si llegué a las puertas del cielo y San Pedro me preguntó: '¿Qué has hecho para merecer la entrada?' Solo decía: '¿Viste mi historia de Lena Horne?' ".
En el programa, Bradley era conocido por su sentido del estilo. Fue el primer corresponsal masculino en llevar un pendiente durante la emisión con regularidad. Se hizo un perforación corporal en la oreja izquierda en 1986 y dice que se inspiró para hacerlo después de recibir el aliento de Liza Minnelli luego de una entrevista con la actriz. Hasta ahora, también es el único presentador masculino de 60 Minutes que lo hace, aunque los corresponsales masculinos de otros programas de la red, incluidos Jim Vance, Jay Schadler y Harold Dow, luego usaron aretes en la cámara. Además de 60 Minutes, Bradley también condujo el programa de revistas de noticias "Street Stories" en CBS de 1992 a 1993.

## Vida personal
Aunque Bradley nunca tuvo hijos, estaba casado con la artista nacida en Haití Patricia Blanchet, a quien había conocido en el Museo de Arte Africano de Nueva York, donde ella trabajaba como Directora de Desarrollo. A pesar de la diferencia de edad (tenía 24 años menos), Bradley la persiguió y salieron durante 10 años antes de casarse en una ceremonia privada en Woody Creek, Colorado, donde tenían una casa. Bradley también mantuvo dos casas en Nueva York: una en East Hampton y la otra en la ciudad de Nueva York.
A principios de la década de 1970, Bradley tuvo una breve relación romántica con Jessica Savitch, quien en ese momento era asistente administrativa de CBS News y luego se convirtió en presentadora de NBC News. Después de que terminó la relación, Bradley y Savitch continuaron teniendo una relación social y profesional no romántica hasta su muerte en 1983.
Bradley era conocido por amar todo tipo de música, pero era especialmente un entusiasta del jazz. Fue anfitrión del Jazz ganador del premio Peabody en el Lincoln Center de la National Public Radio durante más de una década hasta poco antes de su muerte. Un gran admirador de los hermanos Neville, Bradley actuó en el escenario con el grupo y fue conocido como "el quinto hermano Neville". Bradley también era amigo de Jimmy Buffett y solía actuar en el escenario con él, bajo el nombre de "Teddy". Bradley tenía una habilidad musical limitada y no tenía un repertorio extenso, pero por lo general sonreía cantando el clásico de 1951 de Billy Ward and the Dominoes "Hombre de los sesenta minutos".

## Legado

### Impacto del periodismo
Morley Safer describió los temas de los reportajes de Bradley como "justicia, justicia servida y justicia denegada" Los reportajes de Bradley sobre la epidemia de sida en África han logrado convencer a las compañías farmacéuticas de que donen y rebajen los medicamentos para tratar la enfermedad. Sus reportajes sobre los hospitales psiquiátricos de EE. UU. dieron lugar a investigaciones federales sobre las cadenas más grandes, y sus reportajes sobre el equipo de lacrosse de Duke han sido reconocidos por garantizar que los acusados tuvieran un juicio justo. Bradley fue visto como una inspiración para los negros estadounidenses, con el columnista Clarence Page escribiendo: "El Sr. Bradley desafió al sistema. Trabajó duro y se preparó. Se abrió al mundo y desafió al mundo a rechazarlo. Quería ser mucho, y lo consiguió. Gracias a él, el resto de nosotros sabemos que también podemos".

### Estilo
Bradley se hizo famoso por su estilo en antena, tanto por su comportamiento como por su sentido de la moda. A menudo descrito como "cool" por sus colegas, la imperturbabilidad de Bradley le llevó a su puesto en 60 Minutos. Su estilo de entrevista ha suscitado comparaciones con el Columbo y ha sido descrito como "desarmante", "confiado" y "callejero". Destacaba por su habilidad para conseguir que los entrevistados divulgaran información ante la cámara con su lenguaje corporal.
Bradley también era conocido por romper con las tendencias de moda de los presentadores. Su estilo icónico incluía una gran variedad de estampados, una barba corta y un pendiente en la oreja izquierda. Bradley empezó a llevar el pendiente en la década de 1980, en una época en la que no era común que los hombres lo hicieran en Estados Unidos. Mike Wallace dijo tras la muerte de Bradley que pensaba que la decisión de Bradley de llevar un pendiente inspiró a otros a hacer lo mismo.

### Filantropía y honores
En 1994, Bradley y la Fundación Radio Television News Directors Association Foundation iniciaron un programa de becas en su nombre para periodistas de color. Concede 10.000 dólares anuales. En 2007, fue incluido en el Salón de la Fama de los Pioneros de la Radiodifusión por la Broadcast Pioneers of Philadelphia.
Bradley fue nombrado uno de los "100 periodistas estadounidenses más destacados de los últimos 100 años" en 2012 por el profesorado de la Universidad de Nueva York. En 2015, la Legislatura del Estado de Pensilvania rebautizó City Avenue en Filadelfia "Ed Bradley Way" En 2018 se completó un mural de Bradley en la ciudad, y en 2021 se instaló un marcador histórico.

## Premios
- Premios Emmy 19 veces
- Premios Peabody por el reporte "Death By Denial"
- Premio Periodístico Robert F. Kennedy
- Premio Paul White de la Radio Television Digital News Association (Asociación de Directores de Radio y Televisión) de EE. UU.
- Premio George Polk para Televisión Extranjera (1979)[23]
- En el 2005, Asociación Nacional de Periodistas Negros premió a Bradley, quien fue uno de los primeros AfroAmericanos en ingresar a las noticias televisivas, con su Premio por Logros de Vida.[24]
- 2007, Bradley ganó póstumamente el 66 Premio Anual George Foster Peabody por su examen del caso de la colza en la Universidad de Duke University.|